# Rick Ross
William Leonard Roberts II (ur. 28 stycznia 1976), lepiej znany jako Rick Ross – amerykański raper i założyciel wytwórni Maybach Music Group.

## Życiorys

### Wczesne lata
Ross urodził się w Hrabstwie Coahoma w stanie Missisipi. Dorastał w Carol City na Florydzie. Po ukończeniu szkoły Miami Carol City High School, uczęszczał na uniwersytet Albany State University.

### Kariera
Zadebiutował albumem pt. Port of Miami w 2006 roku. Kompozycja odniosła sukces, debiutując na 1. miejscu notowania Billboard 200. Została sprzedana w ilości 187.000 egzemplarzy w pierwszym tygodniu. Płyta była promowana dwoma singlami "Push It", który zawiera sample pochodzące z utworu "Scarface (Push It to the Limit)". Drugim utworem promującym album był singel "Hustlin'". Oba single odniosły sukces. "Hustlin'" został zatwierdzony jako platyna.
W marcu 2008 roku ukazał się drugi album Trilla. Tak jak poprzednik, zadebiutował na szczycie notowania Billboard 200. Pierwszym singlem był utwór "Speedin'" z gościnnym udziałem R. Kelly'ego. Singel zadebiutował na 121. miejscu notowania Billboard Hot 100, natomiast drugi utwór pt. "Boss" z udziałem T-Paina, na 17. pozycji. Ostatnim singlem promującym album został utwór "Here I Am" z udziałem Nelly'ego i piosenkarki Avery Storm.
Deeper Than Rap był trzecim albumem w dorobku Ricka Rossa. Po raz kolejny i ta płyta zadebiutowała na 1. pozycji w notowaniu Billboard 200. Kompozycja była wysoko oceniana. Pomimo tego album nie sprzedał się tak dobrze jak poprzednie nośniki. W pierwszym tygodniu sprzedano 158.000 egzemplarzy. W drugim tylko 51.125, a w trzecim 34.828. Do sierpnia 2010 roku, sprzedano 439.000 kopii albumu.
6 lipca 2010 r. została wydana nowa płyta Williama pt. Teflon Don. Pierwszym singlem był utwór "Super High" z udziałem Ne-Yo, drugim "B.M.F. (Blowin' Money Fast)" wspólnie ze Styles P, natomiast trzecim został "Aston Martin Music" w którym udzielili się także Drake i Chrisette Michele. Album zadebiutował się na 2. miejscu notowania Billboard 200, sprzedając się w ilości 176.000 egzemplarzy w pierwszym tygodniu.
31 lipca 2012 roku ukazał się piąty studyjny album pt. God Forgives, I Don’t. Premiera była dwukrotnie zmieniana. Pierwotnie miał się ukazać się 17 listopada, następnie 13 grudnia 2011 r. 22 maja 2012 roku wydano singel "Touch'N You". Drugim była piosenka "So Sophisticated", wydana 5 czerwca. 2 lipca tego roku opublikowano trzeci singel pt. "Hold Me Back".

## Dyskografia
Albumy studyjne
- Port of Miami (2006)
- Trilla (2008)
- Deeper Than Rap (2009)
- Teflon Don (2010)
- God Forgives, I Don’t (2012)
- Mastermind (2014)
- Hood Billionaire (2014)
- Black Market (2015)
- Rather You Than Me (2017)
- Port of Miami 2 (2019)
- Richer Than I Ever Been (2021)

Współpraca
- Custom Cars & Cycles (z Triple C’s)[7] (2009)
- Self Made Vol. 1 (z wykonawcami z MMG, 2011)
- Self Made Vol. 2 (z wykonawcami z MMG, 2012)
- Self Made Vol. 3 (z wykonawcami z MMG, 2013)
- Too Good to Be True (z Meek Millem) (2023)